# Alejandro Scopelli
Alejandro Scopelli Casanova (La Plata, 1908. május 12. – Mexikóváros, 1987. október 23.) argentin és olasz válogatott labdarúgócsatár, edző.
Az argentin válogatott tagjaként részt vett az 1930-as világbajnokságon és az 1937-es Dél-amerikai bajnokságon.

## Sikerei, díjai

### Játékosként
Argentína
- Világbajnoki döntős (1): 1930
- Dél-amerikai bajnok (1): 1937

### Edzőként
Club América
- Mexikói kupagyőztes (2): 1963-64, 1964-65